# 2017년 청소년 아시안 게임
2017년 청소년 아시안 게임은 2017년 11월 12일부터 11월 19일까지 스리랑카 함반토타에서 열릴 예정이었던 제3회 청소년 아시안 게임이다.
아시아 올림픽 평의회(OCA)는 2012년 6월 15일에 스리랑카 함반토타를 2017년 청소년 아시안 게임 개최 도시로 선정했다. 그러나 2015년에 스리랑카 정부가 국가 올림픽 위원회에 대한 정치적 간섭을 벌인 사실이 문제가 되면서 아시아 올림픽 평의회는 스리랑카 함반토타에 대한 개최권을 박탈하기로 결정했다. 아시아 올림픽 평의회는 2018년 아시안 게임의 예행 연습 차원에서 인도네시아 자카르타에 개최권을 양도할 것을 제안했으나 무산되었다.